# Henryk V (palatyn reński)
Henryk V (ur. w 1173 lub 1174 r., zm. 28 kwietnia 1227 r. w Brunszwiku) – palatyn reński od 1195 do 1212 r. z dynastii Welfów.

## Życiorys
Henryk był najstarszym synem potężnego księcia Saksonii i Bawarii Henryka Lwa i jego drugiej żony Matyldy, córki króla Anglii Henryka II. W wyniku sporów ojca z cesarzem Fryderykiem I Barbarossą, ten pierwszy w 1180 r. utracił swoje dobra w Rzeszy. Udał się na wygnanie, jednak przez kolejne lata próbował odzyskać utraconą pozycję. W 1189 r. Henryk wrócił do Saksonii i uczestniczył w walkach przeciwko Hohenstaufów, m.in. uczestniczył w obronie Brunszwiku. 
Ostatecznie w 1190 r. zawarto układ, który miał skończyć spory między Welfami i Hohenstaufami, a młody Henryk został zmuszony do towarzyszenia królowi Niemiec Henrykowi VI Hohenstaufowi (synowi zmarłego w międzyczasie Fryderyka Barbarossy) w wyprawie do Italii – brał udział w koronacji cesarskiej Henryka w Rzymie oraz w oblężeniu Neapolu. Zbiegł spod Neapolu, gdzie Henryk ciężko zachorował, i wyruszył z powrotem do Niemiec, aby walczyć o odzyskanie pozycji swego rodu; w tym celu rozpuszczał m.in. fałszywe wieści o śmierci Henryka VI i chciał doprowadzić do zwołania elekcji w celu uzyskania korony niemieckiej dla siebie. Plany te jednak się nie powiodły, a Welfowie zostali wyjęci spod prawa.
W 1193 lub 1194 r. doszło jednak do nieoczekiwanego zdarzenia – Henryk ożenił się z pochodzącą z rodu Hohenstaufów Agnieszką, kuzynką Henryka VI. Ślub zawarto w sekrecie, być może z miłości (być może przyczyniła się do niego także matka Agnieszki, Ermengarda z Hennebergu, niechętna planowanemu małżeństwu córki z królem Francji Filipem II Augustem) i fascynował zarówno ówczesnych kronikarzy, jak i XIX-wiecznych twórców niemieckich. Zdarzenie to pozwoliło jednak na mediację pomiędzy Welfami i Hohenstaufami.
Dzięki osiągniętemu porozumieniu Henryk mógł w 1195 r., po śmierci swego teścia, Konrada Hohenstaufa (Agnieszka była jedynym jego żyjącym dzieckiem i dziedziczką) objąć władzę w Palatynacie Reńskim. W tym samym roku Henryk po śmierci swego ojca stał się głową rodu Welfów i objął ojcowskie lenna w Saksonii, odbudowując w tym częściowo potęgę swego rodu. Pozostawał jednak lojalny wobec cesarza – wziął udział w wyprawie Hohenstaufów na Sycylię, w 1196 r. uczestniczył w zorganizowanym przez Henryka VI wyborze jego syna na króla Niemiec Fryderyka II, a w 1197 r. wyruszył na zorganizowaną przez cesarza wyprawę krzyżową do Ziemi Świętej. 
Podczas jego pobytu w Lewancie zmarł Henryk VI, co stronnicy Welfów wykorzystali do ponownej próby zdobycia władzy w Rzeszy. Doszło do podwójnej elekcji królewskiej: zwolennicy Hohenstaufów wybrali na króla Filipa Szwabskiego (brata zmarłego cesarza), zwolennicy Welfów – wobec nieobecności Henryka V – jego młodszego brata Ottona IV. W wojnie domowej Henryk V stanął po stronie swego brata i brał udział w obronie saksońskich dóbr Welfów. W 1202 r. zawarł układ z braćmi (królem Ottonem oraz najmłodszym Wilhelmem), w którym podzielili między siebie dziedziczne dobra Welfów w Saksonii.
Współpraca z Ottonem została jednak przerwana. Henryk nie był w stanie utrzymać Palatynatu, a Otto nie udzielał mu w tym zakresie pomocy, w związku z czym Henryk w 1204 r. doszedł do porozumienia z Filipem Szwabskim i odzyskał swoje księstwo. Po śmierci Filipa w 1208 r. stanął ponownie po stronie młodszego brata. Jednak gdy w 1212 r. królem niemieckim został ponownie wybrany Fryderyk II Hohenstauf, a Otto zaczął tracić grunt pod nogami, Henryk zaczął szukać sposobu na ratowanie swego władztwa w Palatynacie. Ustąpił go swemu synowi, Henrykowi VI. Ten jednak wkrótce potem zmarł, a Fryderyk oddał Palatynat (wraz z ręką Agnieszki, córki Henryka V) książętom bawarskim z rodu Wittelsbachów. Henryk nadal jednak używał tytułu palatyna reńskiego.
W 1218 r. zmarł Otto, który uczynił Henryka wykonawcą swego testamentu i powierzył mu insygnia monarsze z przykazem, aby zostały oddane temu, kogo na króla wybiorą elektorzy. Henryk jednak nie wykonał tej woli i oddał insygnia Fryderykowi II Hohenstaufowi. Chciał uzyskać łaski królewskie, jednak otrzymał tylko jednorazową wypłatę pieniężną oraz tytuł wikariusza. Chory, pozostawał w swoich włościach w Saksonii i nie prowadził odtąd szerszej działalności politycznej. Swoje dobra przeznaczył bratankowi Ottonowi I Dziecięciu. 

## Rodzina
Henryk był dwukrotnie żonaty. W 1193 lub 1194 r. poślubił Agnieszkę, córkę palatyna reńskiego Konrada z rodu Hohenstaufów (bratanicę cesarza Fryderyka I Barbarossy). Z tego związku pochodziło troje dzieci:
- Henryk VI (ur. ok. 1195, zm. 1214), palatyn reński po ustąpieniu ojca,
- Ermengarda (ur. ok. 1200, zm. 1260), żona margrabiego Badenii Hermana V z rodu Zähringen (dzięki temu małżeństwu margrabiowie Badenii uzyskali Pforzheim),
- Agnieszka (ur. ok. 1201, zm. 1267), żona księcia Bawarii i palatyna reńskiego Ottona II z rodu Wittelsbachów (dzięki temu małżeństwu Wittelsbachowie legitymizowali swoją władzę w Palatynacie Reńskim, który po śmierci Henryka VI objął ojciec Ottona, Ludwik I).

Agnieszka zmarła w 1204 r. W 1209 r. Henryk ponownie się ożenił – z Agnieszką, córką margrabiego Łużyc Konrada II z rodu Wettynów (a po kądzieli wnuczką księcia polskiego Mieszka III Starego). To małżeństwo było bezdzietne.